# Uomo di Cro-Magnon

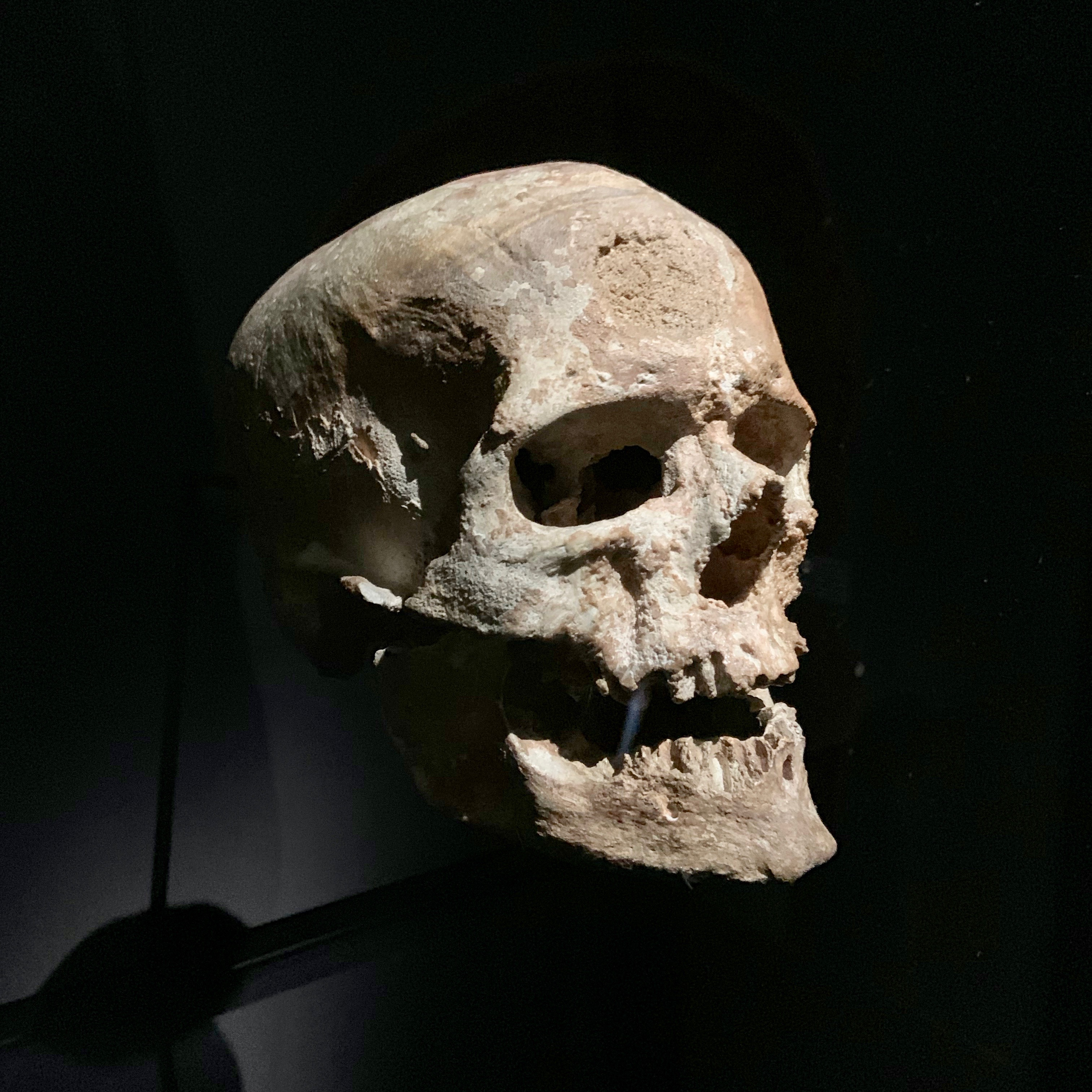
Cranio di Cro-Magnon 1

L'Uomo di Cro-Magnon è il tipo umano cui appartenevano  4 uomini vissuti nel paleolitico superiore, i cui scheletri fossilizzati furono ritrovani nel 1868 nel riparo sottoroccia di Abri Cro-Magnon in Francia.
Il termine fu presto utilizzato per indicare i primi uomini preistorici ritrovati in Europa, per distinguerli dai fossili di Neanderthal che venivano scoperti nello stesso periodo.

## Ritrovamenti
L'analisi della patologia degli scheletri rinvenuti nel riparo roccioso di Les Eyzies indica che gli umani di questo periodo conducevano una vita fisicamente dura. Diversi degli individui rinvenuti nel riparo presentavano vertebre cervicali fuse, a indicare una lesione traumatica, e la femmina adulta era sopravvissuta per un certo periodo con una frattura cranica. D'altra parte la sopravvivenza degli individui con delle patologie importanti è indicativa del fatto che questi potessero contare sul sostegno della comunità, che gli permetteva di guarire.
Di seguito i fossili classificati ritrovati nel sito:
- Cro-Magnon 1 è costituito da un cranio e resti scheletrici parziali appartenenti a un individuo di sesso maschile, di circa 40 anni. È datato a 27.680 ± 270 anni fa. La cavità cranica misura 1.600 centimetri cubici[3][2].

- Cro-Magnon 2 è un cranio femminile parzialmente conservato con marcate somiglianze facciali con il foossile Mladeč 2.

- Cro-Magnon 3 è un cranio parziale di un adulto maschio.

## Antropologia fisica
I resti più antichi, scoperti dal geologo francese Louis Lartet, sono datati intorno al 30000 a.C., di poco posteriori all'Uomo di Combe-Capelle, di cui a volte è considerato una variante.
Antropologicamente si osserva una certa stabilità delle caratteristiche cromagnoidi che sono essenzialmente di tipo «proto-caucasoide»:
- alta statura (media 1,75 m per gli uomini, con punte oltre 1,95 m) con gambe lunghe e braccia corte;
- faccia larga e bassa con cranio lungo dalla fronte all'occipite (dolicocefalia e cameprosopia), spesso denotata come disarmonica;
- orbite basse e rettangolari;
- naso prominente e spesso aquilino;
- grande capacità cranica (1650 cm³).